# Bengt Ågren
Bengt Arvid Sören Ågren, född 7 september 1923 i Norrköping, död 5 december 2007 i Oscars församling i Stockholm, var en svensk arkitekt.

## Biografi

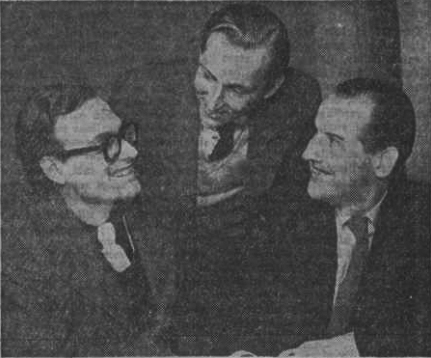
Arkitekterna Torgny Gynnerstedt, Bengt Ågren och Jan Ericson 1956.

Ågren, som var son till inspektör Arvid Ågren och Hanna Frey, avlade studentexamen i Jönköping 1944 och utexaminerades från Kungliga Tekniska högskolan 1951. Han var anställd hos arkitekterna Sven Backström och Leif Reinius 1951 och bedrev egen arkitektverksamhet tillsammans med arkitekterna Jan Ericson och Torgny Gynnerstedt 1954–1994. Han vann första pris i arkitekttävlingar samt ett flertal pris och inköpsförslag. Bland utförda arbeten märks badhus i Luleå (1957), radhusområde i Örebro (1958) och Stockholm (1959), folkhögskola i Skinnskatteberg (1960) och läroverk i Norrtälje (1961).

Ågren är gravsatt i minneslunden på Galärvarvskyrkogården i Stockholm.